# Prince Hall slobodno zidarstvo
Prince Hall slobodno zidarstvo ili Prince Hall masonerija (engl. Prince Hall Freemasonry), grana je sjevernoameričkog slobodnog zidarstva za afroamerikance koje je 29. rujna 1784. godine utemeljio afroamerički abolicionist i vođa zajednice slobodnih crnaca u Bostonu Prince Hall. 
Postoje dva glavna konkurentska ustroja ovog slobodnog zidarstva: 
- Prince Hall Afilacija (Prince Hall Affiliation), PHA, koju čine neovisne savezne velike lože od kojih je većina regularno ustrojena i priznata od Ujedinjene velike lože Engleske te
- velike lože pod okriljem Nacionalne velike lože (National Grand Lodge), odnosno Najčasnije Nacionalne velike loža slobodnih i prihvaćenih drevnih zidara Yorka, Prince Hall podrijetla – Nacionalni dogovor (Most Worshipful National Grand Lodge of Free & Accepted Ancient York Rite Masons, Prince Hall Origin – National Compact).[1]

Prince Hall slobodno zidarstvo najstarije je i najveće afroameričko bratstvo u Sjevernoj Americi.

## Prince Hall Afilacija
Prince Hall Afilacija koju predstavlja Konferencija velikih majstora Prince Hall slobodnih zidara (Conference of Grand Masters Prince Hall Masons) krovna je organizacija svih regularnih velikih loža koje pripadaju ustroju Princa Halla. Sve članice su ujedno i priznate i prepoznate kao regularne od Ujedinjene velike lože Engleske. Konferencija velikih majstora je ujedno i pandan Konferencije velikih majstora slobodnih zidara u Sjevernoj Americi.
Konferencija je utemeljena 23. kolovoza 1887. godine u Chicagu.

### Članstvo
Konferencija velikih majstora okuplja 41 regularnu veliku na području Sjeverne Amerike, Kariba i Afrike:
- Prince Hall velika loža Alabame
- Prince Hall velika loža Aljaske
- Prince Hall velika loža Arizone
- Prince Hall velika loža Arkansasa[a]
- Prince Hall velika loža Connecticuta
- Prince Hall velika loža Distrikta Columbia
- Prince Hall velika loža Delawarea
- Prince Hall velika loža Georgije
- Prince Hall velika loža Havaja
- Prince Hall velika loža Illinoisa
- Prince Hall velika loža Indiane
- Prince Hall velika loža Iowe
- Prince Hall velika loža Kalifornije
- Prince Hall velika loža Kolorada i njezine nadležnosti
- Prince Hall velika loža Kansasa
- Prince Hall velika loža Kentuckyja[a]
- Prince Hall velika loža Marylanda
- Prince Hall velika loža Massachusettsa
- Prince Hall velika loža Michigana
- Prince Hall velika loža Minnesote
- Prince Hall velika loža Mississippija[a]
- Prince Hall velika loža Missourija
- Prince Hall velika loža Nebraske
- Prince Hall velika loža Nevade
- Prince Hall velika loža New Jerseyja
- Prince Hall velika loža Države New York
- Prince Hall velika loža Novog Meksika
- Prince Hall velika loža Ohija
- Prince Hall velika loža Oklahome
- Prince Hall velika loža Oregona, Idaha i Montane
- Prince Hall velika loža Pennsylvanije
- Prince Hall velika loža Rhode Islanda
- Prince Hall velika loža Sjeverne Karoline i njezine nadležnosti
- Prince Hall velika loža Tennesseeja
- Prince Hall velika loža Teksasa
- Prince Hall velika loža Virginije
- Prince Hall velika loža za Državu Washington i njezine nadležnosti
- Prince Hall velika loža Wisconsina
- Prince Hall velika loža Zapadne Virginije i njezine nadležnosti[a]
- Prince Hall velika loža Zajednice Bahamâ
- Prince Hall velika loža Kariba i jurisdikcija
- Velika loža Liberije
- Prince Hall velika loža Obale Bjelokosti[a]
- Prince Hall velika loža Alberte[a][b]
- Prince Hall velika loža Pokrajine Ontario i nadležnosti[b]

## Poznati članovi
Organizacija nosi naziv po:
- Prince Hall iz Bostona, Massachusetts

Bilo je mnogo drugih značajnih slobodnih zidara koji su bili povezani s velikim ložama koje potječu iz Prince Halla, uključujući
- Count Basie
- Duke Ellington
- Shaquille O'Neal
- Scottie Pippen
- Richard Pryor
- Jesse Jackson